# Rilevamento di punti di interesse
Il rilevamento di punti di interesse è una terminologia recente in visione artificiale per descrivere immagini.
Un punto di interesse è caratterizzato da:
- Ha una definizione chiara, facile da trovare matematicamente
- Ha una ben definita posizione nello spazio immagine
- La struttura locale dell'immagine intorno al punto di interesse è ricca di informazioni locali
- è stabile da perturbazioni locali e globali nel dominio dell'immagine, comprese le trasformazioni dovute al cambio di prospettiva o da variazioni di luminosità.
- Opzionalmente si include anche un attributo di scala, che rende possibile il calcolo di punti di interesse al cambio di scala.